# 중국어 위키백과
중국어 위키백과(중국어 간체자: 中文维基百科, 정체자: 中文維基百科, 병음: Zhōngwén Wéijī Bǎikē 중원웨이지바이커[*])는 중국어(표준 중국어)로 편집되며 위키미디어 재단이 운영하는 위키백과이다. 2002년 10월 24일에 시작되었다. 2006년 11월 12일 총 문서 수가 10만을 돌파했으며, 2025년 8월 11일 기준으로 1,493,628개의 문서가 있다. 기호는 zh이다.

## 명칭
위키백과의 중국어 명칭은 영진이 가족의 의사에 따라 2003년 10월 21일에 '維基百科(유기백과)'로 결정되었다. '중국어 정체자: 維基, 병음: wéijī 웨이지[*]'는 일종의 음역(音譯)이지만, 維(유)의 원래의 의미는 물체를 잇는 줄이나 그물로 인터넷과 관계가 있고, 基(기)는 건물의 기초나 일반적으로는 사물의 기본적인 측면이라고 하는 의미가 있다. 그래서 명칭은 인류의 기본적인 지식을 연결하는 백과사전으로 해석될 수 있다. (그러나 "위키 기술"에 대한 중국어 번역은 아직 정해지지 않았다.)
중국어판의 위키백과에는 "海納百川, 有容乃大"(해납백천, 유용내대)이라는 부제가 있다. 이것은 "바다는 백 개의 강들을 둘러싸고 있어서 모든 것을 허용하고 막대하다."는 의미이다. 이 부제는 청나라의 공무원이었던 임칙서(林則徐)의 대구(對句)의 전반부분이다.

## 번체자와 간체자의 자동 변환

### 최초의 상황
당초, 2개의 중국어 위키백과가 'zh-cn'과 'zh-tw'라는 이름으로 있었다. 일반적으로 번체자를 사용하는 지역(대만, 중국 홍콩, 중국 마카오 등)의 이용자는 번체자로 편집하는 반면 간체자를 사용하는 지역(중국 대륙, 싱가포르, 말레이시아 등)의 이용자는 간체자로 편집한다. 그래서 많은 문서가 2개씩 존재하게 되었다. 예를 들어 프랑스 문서는 번체자(法國)와 간체자(法国)의 2종류가 있었다. 한층 더 문제가 악화된 것은 의사소통을 취할 수 없었던 것과 다른 체제 때문에 많은 정식 명칭이 중국 대륙, 대만, 홍콩, 싱가포르의 사이에 매우 차이가 나는 것이었다. 예를 들어 프린터는 중국 대륙에서는 打印机라 쓰며, 타이완에서는 印表機라고 기술하고 있다.

### 해결책
프로젝트의 니어포킹(near-forking)을 피하기 위해 2005년 1월경 중국어 위키백과는 이용자의 설정에 의해 다른 문자와 정식 명칭을 그 이용자의 지역에 적절한 것으로 자동 변환하는 서버측 메커니즘을 제공하기 시작했다. 이용자는 이하의 4개의 지역의 문자·방언 체계로부터 1개를 설정할 수 있다.
- zh-cn(중국 대륙 간체자)
- zh-hk(홍콩 정체자)
- zh-mo(마카오 정체자)
- zh-sg(말레이시아와 싱가포르 간체자)[1]
- zh-tw(대만 정체자)

변환은 관리자에 의해 편집한 사람 쪽의 문자 변환 테이블을 통해 이루어진다. 특별한 위키 마크업 구문으로 편집자는 문서 안의 특정 절의 경우 변환 테이블을 겹침 처리하는 일이 있다.
게다가 문서명의 변환은 자동적인 리다이렉트(넘겨주기)가 사용되고 있다. 다른 문자와 다른 번역으로 미리 이름 붙여진 글은 통합되어 번체자와 간체자의 양쪽 모두의 항목명으로부터 도착할 수 있다.

## 기타 중국어 위키백과
중국어 위키백과는 표준 중국어와 백화문을 바탕으로 하고 있다. 하지만 중국어에는 여러 언어가 있으며 별도의 위키백과가 운영되고 있다.
- 민난어 위키백과(zh-min-nan:), 민난어를 위한 위키백과로 타이완어를 표준으로 하고 있다.
- 광둥어 위키백과(zh-yue:), 광둥어를 위한 위키백과로 광저우어(광저우/홍콩 지방 방언)를 표준으로 하고 있다.
- 민둥어 위키백과(cdo:), 민둥어를 위한 위키백과로, 푸저우어를 표준으로 하고 있다.
- 우어 위키백과(wuu:), 우어를 위한 위키백과로 상하이어와 수저우어, 고전 우어를 표준으로 하고 있다.
- 하카어 위키백과(hak:), 하카어를 위한 위키백과로 시옌 방언을 표준으로 하고 있다.
- 간어 위키백과(gan:), 간어를 위한 위키백과로 난창 방언을 표준으로 하고 있다.

그리고 고전 문헌에서 사용된 문어체 한문을 위한 한문 위키백과도 만들어졌다.
이 가운데 우어 위키백과와 광둥어 위키백과, 간어 위키백과, 한문 위키백과는 한자를 사용하며 나머지 위키백과는 표기체계가 미비한 관계로 로마자를 사용하고 있다.

## 관련 사항
중국어 위키백과를 쓰는 지역은 중국 대륙 본토보다는 홍콩, 마카오, 대만, 일본, 미국을 비롯한 해외 화교권이나 중국어를 잘 쓰는 동남아시아 국가인 말레이시아, 싱가포르 등지에서 자주 사용하는 것으로 나와 있다. 그러나 중국 대륙에서는 6분의 1 정도만 중국어 위키백과를 사용(약 17% 내외)하는 것으로 드러난다. 이는 중국 대륙에 위치한 중화인민공화국에서 위키백과의 접속이 차단되어 있기 때문이다.

## 같이 보기
- 금순공정
- 위키백과 목록